# Geay (Charente-Maritime)
Geay település Franciaországban, Charente-Maritime megyében. Lakosainak száma 783 fő (2022. január 1.). Geay Bords, Crazannes, Le Mung, Plassay, Romegoux, Saint-Porchaire és Saint-Savinien községekkel határos.

## Népesség
A település népességének változása:
| Lakosok száma | 509  | 444  | 464  | 626  | 719  | 734  | 747  | 767  | 772  | 783  |
|               | 1968 | 1982 | 1990 | 2006 | 2013 | 2015 | 2017 | 2019 | 2020 | 2022 |